# Nootdorp
Nootdorp (wymowa: ɴout:dorp) – miejscowość w zachodniej Holandii w prowincji Holandia Południowa. Etymologia nazwy miasta wskazuje wyraźnie na połączenie w nim słowa noot, czyli z holenderskiego: orzech, oraz dorp, co oznacza wieś.
Miejscowość położona jest około 2 km na wschód od Delftu, od południa oraz zachodu graniczy z Hagą, natomiast od wschodu z Zoetermeer oraz Pijnacker.
Nootdorp jest od 2002 r. częścią gminy o nazwie Pijnacker-Nootdorp. Zanim doszło do połączenia obu miast, każde z nich stanowiło niezależną jednostkę gminną. Obecnie do obszaru miasta należą także tereny rekreacyjne Dobbeplas.

## Inwestycje
Nootdorp jest sukcesywnie rozbudowywany i niemal nie przypomina już wioski sprzed kilkunastu lat. W 1999 rozpoczęto tu trwającą cztery lata budowę centrum mieszkaniowo-sklepowego De Parade, od tego czasu realizowane były też inne projekty budowlane. Położono drogi okalające wznoszone budowle użyteczności publicznej, poprowadzono trasę tramwajową. Dużą liczbę budynków mieszkalnych wybudowano w pobliżu oraz na obrzeżach nieczynnego od 1992 lotniska Ypenburg. Wśród licznych inwestycji mieszkaniowych na szczególną uwagę zasługują następujące projekty:
- Mercato-Camollia (osiedle przy pętli tramwajowej Nootdorp-Centrum)
- De Grote Hof Type E (osiedle niedaleko kościoła św. Bartłomieja)
- Ameland Eiland 4 (domki na wyspie)
- Villapark Rosarium
- Veenendael (szeregowe bloki z podwórzem od tyłu)
- Craeyenburch (osiedle domów wolnostojących)

## Turystyka
Główne atrakcje turystyczne w Nootdorp to:
- Wiatrak Windlust – wybudowany w Delfcie w 1781 r., a następnie w 1885 r. przetransportowany do Nootdorp. Obecnie znajduje się on przy skrzyżowaniu ulic Oudeweg i Geerweg.
- Kościół parafialny wyznania protestanckiego przy ulicy Dorpsstraat, z wieżą pochodzącą z 1547 r.
- Zabytkowe kamienice przy ulicy Veenweg.

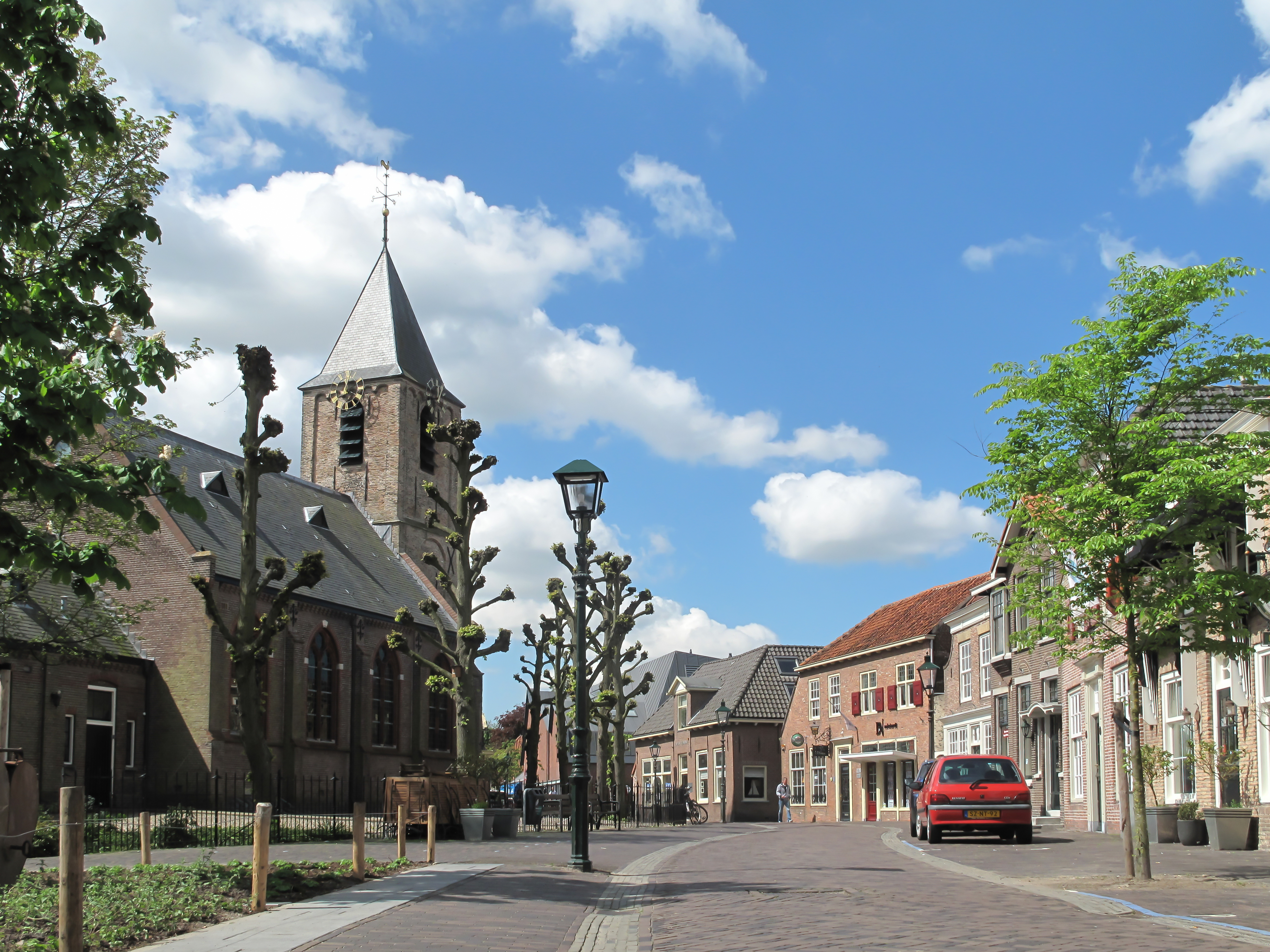
Nootdorp, uliczka z kościołem
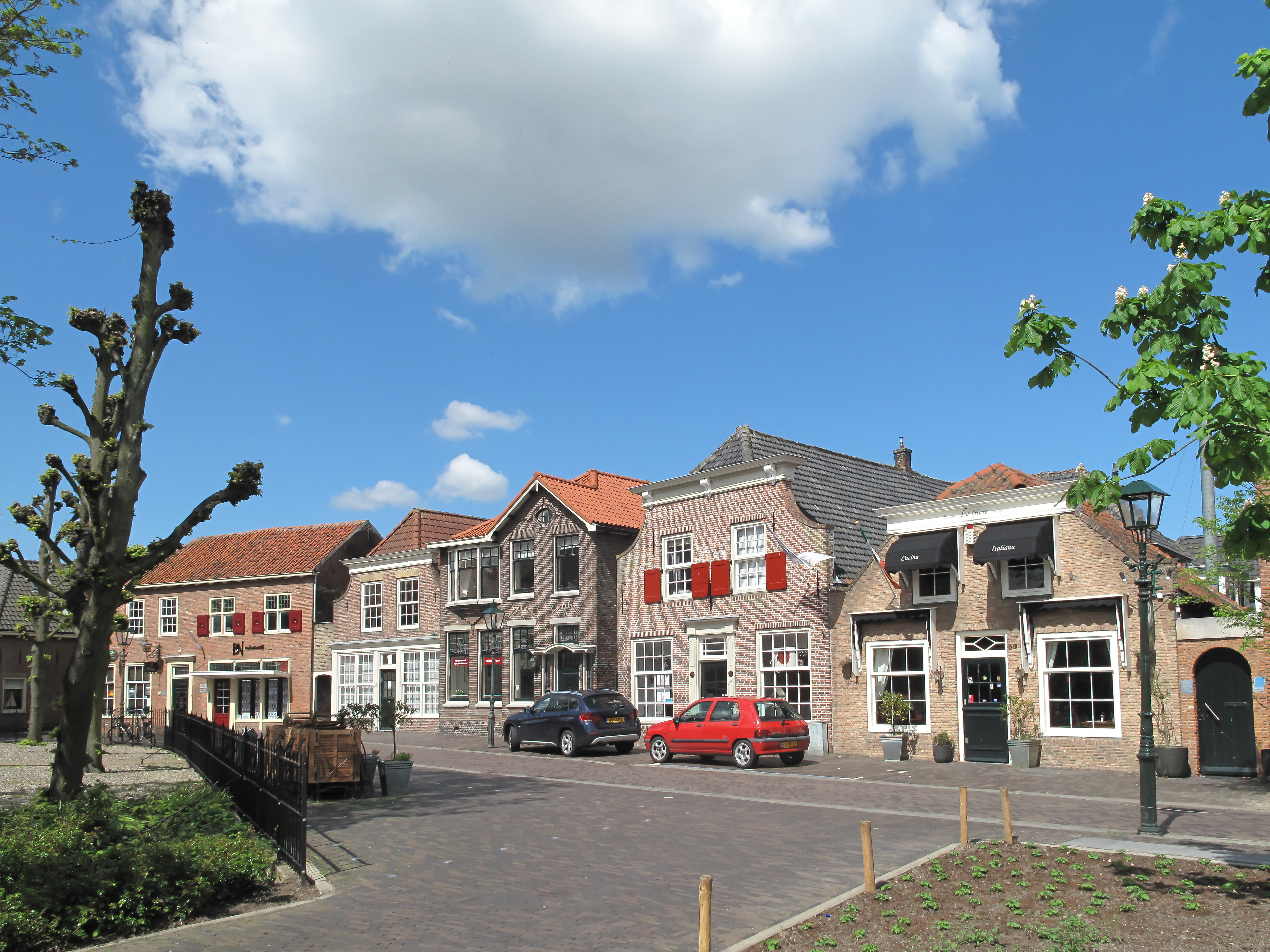
Nootdorp, widok z ulicy de Dorpsstraat
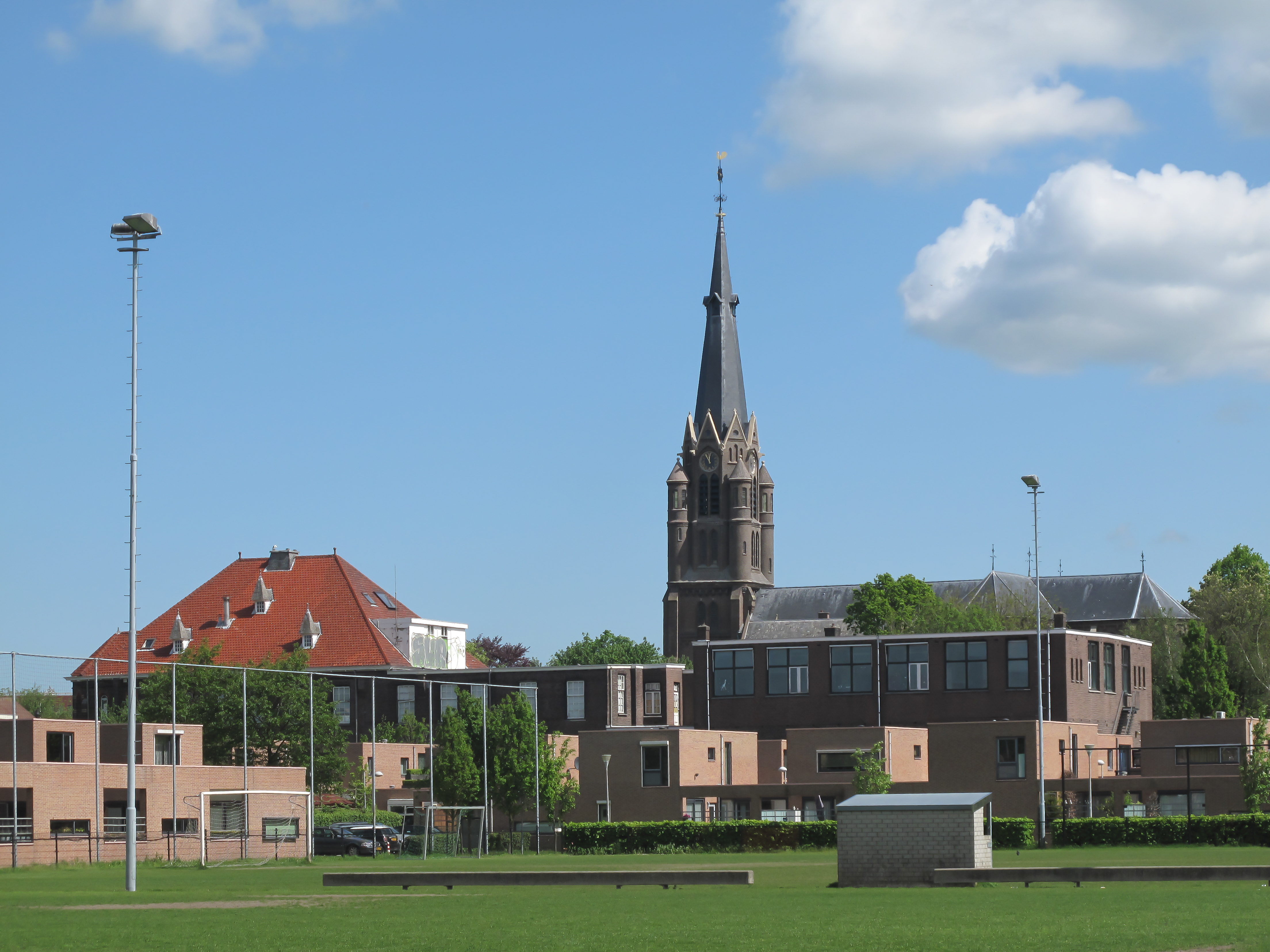
kościół św. Bartłomieja
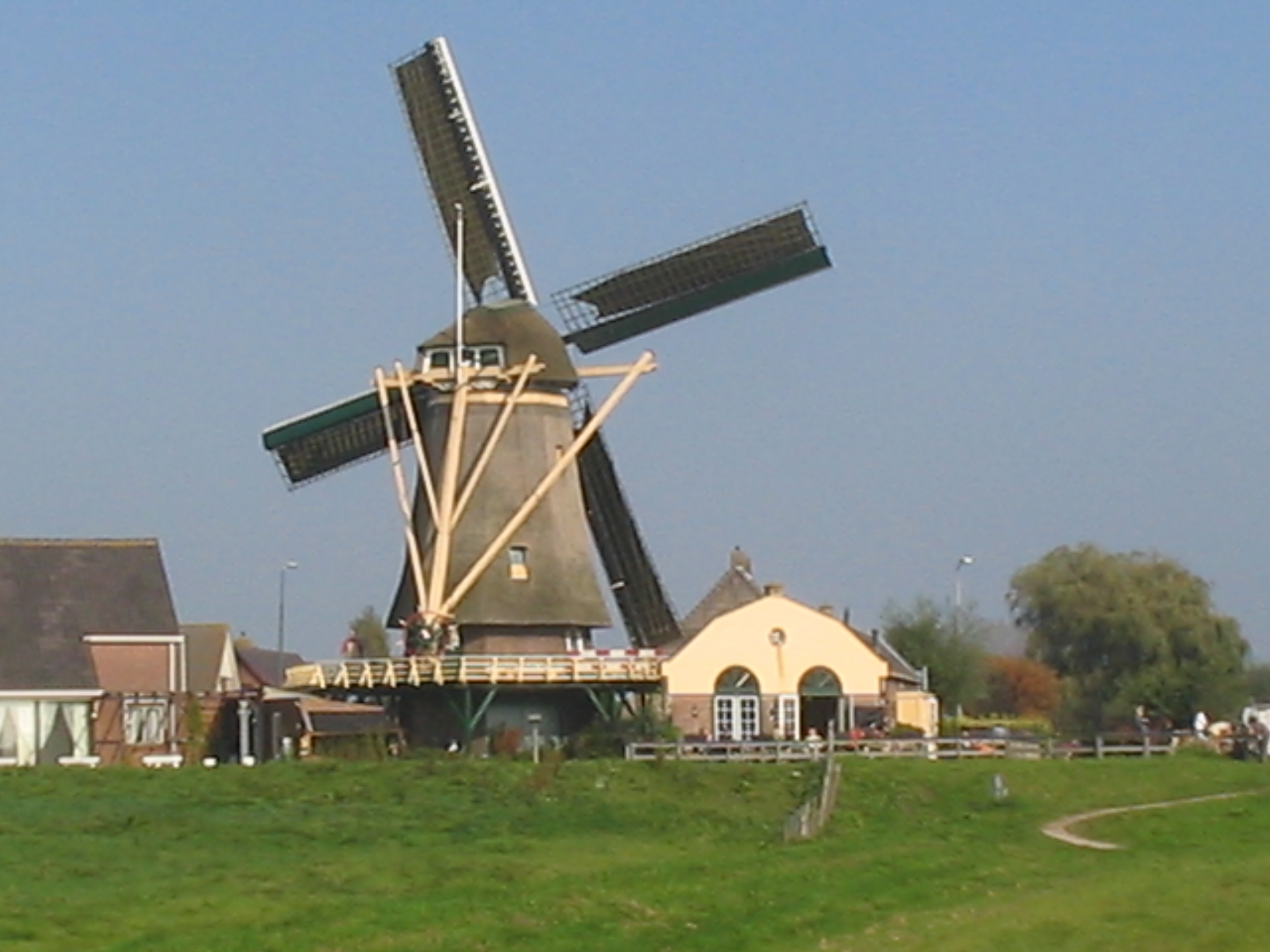
Nootdorp, wiatrak Windlust

## Sport
Po połączeniu z Holenderską Narodową Ligą Rugby powstał w miasteczku ligowy klub nazwany Panthers, przekształcony później w Nootdorp Muskieters. Działa również zespół piłkarski SV Nootdorp oraz towarzystwo sportowe RKDEO. Na pograniczu miejscowości gminnych znajduje się basen De Viergang.

## Transport
Nootdorp leży w pobliżu autostrady A12, z której prowadzi do miasta zjazd nr 5. Niedaleko też znajduje się wielopoziomowy węzeł autostradowy Prins Clausplein, łączący A12 z tej samej klasy drogą A4. Podobnie jak w Hadze przedsiębiorstwo komunikacji nazywa się HTM. Tramwaje dojeżdżają tu z Delftu oraz z Hagi; są to odpowiednio linie 19 oraz 15. Podczas wakacji otwiera się też linia specjalna na plażę. Na co dzień ponadto kursują autobusy komunikacji miejskiej obsługiwane przez firmę Veolia: linie 60 i 30 oraz linia nocna N5. Usługi świadczą także przewoźnicy tzw. buurtbus – jest to linia 484. Nootdorp posiada stację osobową dla kolejki podmiejskiej linii E, którą dojechać można m.in. do Rotterdamu, zaś najbliższy dworzec kolejowy znajduje się w Delfcie.

## Osoby związane z Nootdorp
Urodzeni w Nootdorp
- Jan Janssen, kolarski mistrz świata i pierwszy holenderski zwycięzca Tour de France (w 1968 roku)
- Maria van Oosterwijk, malarka z XVII wieku
- Ina Post, kontrowersyjna pracownica opieki społecznej

Związani z Nootdorp poprzez inne pokrewieństwo
- Stella Jongmans, lekkoatletka
- Piet van der Kruk, wielokrotny mistrz Holandii w pchnięciu kulą, później ciężarowiec
- Ludo van der Plaat, lekkoatleta
- Rita Verdonk, była minister imigracji i integracji
- Rodzina Massing, znana z holenderskich seriali SBS 6 pt. Groeten uit de rimboe oraz Groeten terug.

## Miasta partnerskie
- Saint-Avertin
- Steinbach (Hesja)